# Manolo López
Manuel López Santana (Arucas, Gran Canaria, España, 18 de abril de 1961) conocido como Manolo López o simplemente Manolo es un exfutbolista español. Actuaba como portero. En la actualidad es director general de Deportes del Gobierno de Canarias.

## Trayectoria
Manolo se formó en el filial de la UD Las Palmas, a donde llegó procedente del Arucas con solo 16 años, y con el cual consiguió el ascenso a segunda B en la temporada 1978/79. El 15 de febrero de 1981 debutó en la portería del primer equipo, en primera división, cuando aún no había cumplido los veinte años. Durante ocho temporadas alternó suplencia con titularidad siendo partícipe de un ascenso a primera, en la temporada 1984/85 y de dos descensos, en los años 1983 y 1988.
Con este último descenso abandonó el club canario para marchar a la ahora extinta Agrupación Deportiva Ceuta, donde militó una temporada, la 1988/89. En el club ceutí pasó a la historia puesto que consiguió establecer un récord de imbatibilidad al permanecer 1.223 minutos sin encajar un gol, superando la marca de 1142 minutos; que hasta entonces, ostentaba Dino Zoff.
Al año siguiente ficha por el recién ascendido CD Tenerife. Manolo se mantuvo cinco temporadas en el club tinerfeño, todos en primera, alcanzando la capitanía del equipo.
En la temporada 1995/96 volvió a su club de origen, la Unión Deportiva Las Palmas, que en aquel año cumplía su tercera temporada en segunda b. Ese primer año no se consiguió el ascenso de categoría, sin embargo Manolo vivió un momento clave en su carrera cuando contribuyó de manera significativa a eliminar al CD Tenerife de Vicente Cantatore en la tanda de penaltis de una eliminatoria copera.
Al año siguiente ayudó al ascenso a segunda división, donde se retiró un año más tarde. Tras la retirada  ha ejercido como entrenador de categorías de base, llegando a dirigir al juvenil C de la UD Las Palmas.

## Vida política
Además de esa labor en los banquilos también se ha dedicado a la política, integrado en el PSOE, con el que ejerció como concejal del grupo de gobierno del ayuntamiento de Arucas. En julio de 2019 se convirtió en director general de Deportes del Gobierno de Canarias.

## Clubes
| Club                       | País   | Año       |
| -------------------------- | ------ | --------- |
| Unión Deportiva Las Palmas | España | 1981-1988 |
| Agrupación Deportiva Ceuta | España | 1988-1989 |
| Club Deportivo Tenerife    | España | 1989-1995 |
| Unión Deportiva Las Palmas | España | 1995-1998 |